# Jan Jaroszyński
Jan Jaroszyński (ur. 12 grudnia 1916 r., zm. 1993) – polski lekarz psychiatra, profesor nauk medycznych.

## Życiorys
Był kierownikiem oddziału psychiatrii Instytutu Psychoneurologicznego na terenie szpitala w Tworkach (1953-1971). Od roku 1961 był konsultantem w Poradni Zdrowia Psychicznego dla Studentów w Warszawie; w czasie tej pracy pisał artykuły dotyczące problemów epidemiologicznych środowiska studenckiego.
W 1967 został profesorem nadzwyczajnym, a w 1978 profesorem zwyczajnym. 
Był kierownikiem I Klinki Psychiatrycznej w Warszawie od 1972 do 1986 roku.

## Wybrane publikacje
- Leki w psychiatrii, tom 150 serii wydawniczej Omega, Warszawa 1969.
- Leki psychotropowe, Wyd. 2. PWN, Warszawa 1972.
- Współczesne poglądy na choroby psychiczne, PWN, Warszawa 1964
- Zespoły zaburzeń psychicznych, wyd. 3, Biblioteka Psychiatry 1. IPN, Warszawa 1993.
- Psychiatria, T. 1–3 (współredaktor). PZWL, Warszawa 1987–1989.

## Życie prywatne
Jego żona Maria była psychologiem. Miał syna Michała Jaroszyńskiego, astrofizyka.